# Ambiliatusok
Ambiliatusok, ókori belga törzs. Gallia északi részén éltek, a rájuk vonatkozó egyetlen ismert forrás, Iulius Caesar „De bello Gallico" című munkájában említi, hogy egy volt a Caesar ellen szövetkezett északi törzsek közül.